# George Puttenham
George Puttenham (Sherfield on Loddon, 1529 – Londra, 1590) è stato uno scrittore inglese.

## Biografia
George nacque nel 1529 in un piccolo villaggio dell'Hampshire, secondogenito di Robert e Margaret Elyot, sorella del noto studioso e diplomatico Thomas Elyot.
La sua fortuna di autore è dovuta a un trattatello intitolato The Art of English Poesy, scritto e divulgato verso la fine degli anni sessanta
Morì a Londra nel 1590.

## The Art of English Poesy
L'opera maggiore di Puttenham, tra le più dibattute nel suo genere nell'Inghilterra del XVI secolo, è datata 1589 ed è nota col titolo di The Art of English Poesy: si tratta di un galateo rivolto ai giovani poeti inglesi, il cui dettato si estende al comportamento cortese dell'aristocrazia elisabettiana.
Il testo si divide in tre libri, dedicati nello specifico alle figure del discorso poetico, tema che va ampliandosi a più larghi orizzonti interpretativi specie nel terzo libro.
Il più eminente modello a cui questo testo si richiama è quello italiano de Il Cortegiano di Baldassarre Castiglione, da poco tradotto in inglese da Thomas Hoby nel 1561. A Castiglione si deve soprattutto il concetto di Ornament, "sprezzatura" o "decoro", affrontato da Puttenham da un punto di vista letterario (uso del dark conceit, cioè il "concetto oscuro", allegorico), ma ampliato poi all'intero universo della corte londinese, dalla retorica alla scritta al contegno morale.